# جولیو سزار کاسرز
جولیو سزار کاسرز (انگلیسی: Julio César Cáceres؛ زادهٔ ۵ اکتبر ۱۹۷۹) یک بازیکن فوتبال اهل پاراگوئه است.
وی همچنین در تیم ملی فوتبال پاراگوئه بازی کرده‌است.